# Rio Tarunã
O rio Tarunã é um curso de água que banha o estado de Mato Grosso do Sul, Brasil